# Пилипохребтіївська сільська рада
Пилипохребті́ївська сільська́ ра́да — адміністративно-територіальна одиниця та орган місцевого самоврядування в Новоушицькому районі Хмельницької області. Адміністративний центр — село Пилипи-Хребтіївські.

## Загальні відомості
Пилипохребтіївська сільська рада утворена в 1922 році.
- Територія ради: 44,081 км²
- Населення ради: 1 663 особи (станом на 2001 рік)
- Територією ради протікають річки Данилівка, Батіжок

## Історія
Хмельницька обласна рада рішенням від 7 квітня 2015 року перейменувала у Новоушицькому районі Пилипо-Хребтіївську сільраду на Пилипохребтіївську.

## Населені пункти
Сільській раді підпорядковані населені пункти:
- с. Пилипи-Хребтіївські
- с. Іванківці
- с. Соколівка
- с. Хребтіїв

## Склад ради
Рада складається з 16 депутатів та голови.
- Голова ради: Вікулов Яків Якович

### Депутати
За результатами місцевих виборів 2010 року депутатами ради стали:

#### За суб'єктами висування
| Суб'єкт висування                 | Кількість обраних депутатів | %    |
| --------------------------------- | --------------------------- | ---- |
| Народна партія                    | 6                           | 37,5 |
| Самовисування                     | 5                           | 31,3 |
| Партія регіонів                   | 3                           | 18,8 |
| Комуністична партія України       | 1                           | 6,3  |
| Політична партія «Сильна Україна» | 1                           | 6,3  |

#### За округами
| № округу                          | Прізвище, ім'я, по батькові        | Дата визнання обраним | Освіта             | Партійна приналежність | Відомості про обраного депутата                              |
| --------------------------------- | ---------------------------------- | --------------------- | ------------------ | ---------------------- | ------------------------------------------------------------ |
| Комуністична партія України       |                                    |                       |                    |                        |                                                              |
| 6                                 | Богомолов Олександр Петрович       | 04.11.2010            | вища               | позапартійний          | Пилипохребтіївська загальноосвітня школа, завгосп            |
| Народна Партія                    |                                    |                       |                    |                        |                                                              |
| 8                                 | Солтик Алла Феофанівна             | 04.11.2010            | вища               | член Народної партії   | Пилипохребтіївська сільська рада, землевпорядник             |
| 11                                | Процик Ніна Федорівна              | 04.11.2010            | вища               | член Народної партії   | тимчасово не працює                                          |
| 12                                | Готко Альона Вікторівна            | 04.11.2010            | середня            | член Народної партії   | тимчасово не працює                                          |
| 13                                | Яцко Інна Василівна                | 04.11.2010            | середня            | позапартійна           | Продавецьмагазину, продавець                                 |
| 14                                | Мартинюк Віктор Іванович           | 04.11.2010            | вища               | позапартійний          | Хребтіївська загальноосвітня школа, вчитель                  |
| 16                                | Туряк Василь Іванович              | 04.11.2010            | вища               | член Народної партії   | Хребтіївська загальноосвітня школа, завгосп                  |
| Партія регіонів                   |                                    |                       |                    |                        |                                                              |
| 1                                 | Кулакова Людмила Іванівна          | 04.11.2010            | середня спеціальна | позапартійна           | Пилипохребтіївський фельдшерсько-акушерський пункт, акушерка |
| 3                                 | Стасюк Людмила Володимирівна       | 04.11.2010            | вища               | позапартійна           | Пилипохребтіївська сільська рада, головний бухгалтер         |
| 9                                 | Ягодіна Зінаїда Антамонівна        | 04.11.2010            | вища               | позапартійна           | Пилипохребтіївська сільська рада, секретар                   |
| Політична партія «Сильна Україна» |                                    |                       |                    |                        |                                                              |
| 4                                 | Талапчук Іван Іванович             | 04.11.2010            | середня спеціальна | позапартійний          | пенсіонер                                                    |
| Самовисування                     |                                    |                       |                    |                        |                                                              |
| 2                                 | Вікулова Людмила Семенівна         | 04.11.2010            | вища               | позапартійна           | Пилипохребтіївський ДНЗ, завідувачка                         |
| 5                                 | Кищук Іван Іванович                | 04.11.2010            | середня            | позапартійний          | приватний підприємець                                        |
| 7                                 | Повозніков Володимир Гаврилович    | 04.11.2010            | середня            | позапартійний          | тимчасово не працює                                          |
| 10                                | Богданов Йосип Филимонович         | 04.11.2010            | середня            | позапартійний          | тимчасово не працює                                          |
| 15                                | Глуговський Анатолій Олександрович | 04.11.2010            | середня спеціальна | позапартійний          | Хребтіївська загальноосвітня школа, вчитель                  |